# TOKYO MUSIC BOAT
TOKYO MUSIC BOAT（トーキョー ミュージック ボート）は、東京都渋谷区に本社を置く株式会社エスエルディーが運営し、東京湾・横浜港を運航する音楽イベント船である。

## 概要
2006年5月にSLD MUSIC BOAT（エスエルディー ミュージック ボート）としてスタート。3隻の船を運航し、日本の内外から多くのアーティストを招き、ライブが行われた。
2008年1月から名称をTOKYO MUSIC BOATと改名した。

## 船種
- イリス
- セレブリティ1号
- セレブリティ2号

## 発着場所
- 横浜大桟橋埠頭ビル前発着所
- 日の出桟橋発着所
- パレットタウン発着所

## 出演したことのあるアーティスト
- 一十三十一
- saigenji
- Steph Pockets
- Spinna B-ILL
- DUBSENSEMANIA
- BE THE VOICE
- Scoobie Do
- flex life
- Immigrant's Bossa Band
- PLAYA
- エレン・アレン
- ケン・イシイ
- DR SHINGO
- YO-C
- 松浦俊夫
- Osamu M
- DJ Katsuya
- LAVA
- MAKAI
- Othello
- DJ WATARAI
- DJ TONK
- 瘋癲
- HEMO+MOOFIRE

他多数